# ISO 3166-2:FK
ISO 3166-2:FK — стандарт Международной организации по стандартизации, который определяет геокоды. Является подмножеством стандарта ISO 3166-2, относящимся к Фолклендским островам. Геокод состоит из: кода Alpha2 по стандарту ISO 3166-1 для Фолклендских островов — FK. Геокод являются подмножеством кода домена верхнего уровня — FK, присвоенного Фолклендским островам в соответствии со стандартами ISO 3166-1. Фолклендские острова являются заморской территорией Великобритании.

## Геокоды Фолклендских островов
| Название             | Alpha2 | Alpha3 | цифровой | Геокод по ISO 3166-2 | Статус               |
| -------------------- | ------ | ------ | -------- | -------------------- | -------------------- |
| Фолклендские острова | FK     | FLK    | 238      | не определён         | заморская территория |